# NGC 2839
NGC 2839 je galaksija u zviježđu Risu.

## Vanjske poveznice
- SEDS: NGC 2839